# Angereds socken
Angereds socken i Västergötland ingick i Vättle härad och är sedan 1971 en del av Göteborgs kommun, från 2016 inom Angereds och Gunnareds distrikt.
Socknens areal är 40,45 kvadratkilometer varav 38,88 land. År 2000 fanns här 38 571 invånare.  Tätorten Angered med sockenkyrkan Angereds kyrka ligger i socknen.

## Administrativ historik
Socknen har medeltida ursprung. 
Vid kommunreformen 1862 övergick socknens ansvar för de kyrkliga frågorna till Angereds församling och för de borgerliga frågorna bildades Angereds landskommun. 1930 införlivades en del av landskommunen i Göteborgs stad. 1935 överfördes Södra Surte (svenska Surte) till Nödinge socken. 1967 inkorporerades resten av landskommunen i Göteborgs stad samtidigt som länstillhörighet ändrades från Älvsborgs län till Göteborgs och Bohus län. Staden ombildades till Göteborgs kommun 1971 samtidigt som Gunnareds församling utbröts ur Angereds församling. 2014 införlivades Gunnareds och Bergums församlingar i Angereds församling.
1 januari 2016 inrättades distrikten Angered och Gunnared, med samma omfattning som motsvarande församlingar hade 1999/2000 och fick 1971, och vari detta sockenområde ingår.
Socknen har tillhört län, fögderier, tingslag och domsagor enligt vad som beskrivs i artikeln Vättle härad.

### Roteindelning
Den militära roteindelningen upphörde 1901 då Indelningsverket avskaffades.
- Angereds rote: Angereds by och stom, Gunsered, Rågård och Enerkullsdalen
- Linnarhults rote: Linnarhultsgårdarna samt Eriksbo och Espered
- Lärje rote: Lärjeholm samt övriga lärjegårdar och Hjällbo, Bläsebo och Bergsgården
- Surte rote: Södra Surte, Steken, Agnesberg, Nyebro och Gårdsten
- Rösereds rote: gårdarna i Rösered, Gunnared och Tolered
- Gunnilse rote: Gunnilsegårdarna, Annered och Skärsjölund.[6]

## Geografi och natur
Angereds socken ligger nordost om Göteborg med Göta älv i väster, Vättlefjäll i norr och kring Lärjeån. Socknen har odlingsbygd i ådalen och vid älven och är i övrigt en skogsbygd, numera tättbebbygd.
I de branta slänterna utmed Lärjeån har under åren ett flertal jordskred inträffat, varav det mest omfattande anses ha ägt rum mitt för nuvarande Linnarhults villaområde, den 16 september 1730.
Idag består stadsdelen av ett antal bostadsområden, uppbyggda under åren för det så kallade miljonprogrammet, 1965-1974.
Den sista björnen sköt man 1750 och ännu i slutet av 1800-talet strövade varg och lo i området.
Vättlefjälls naturreservat som delas med Bergums socken och Nödinge socken i Ale kommun ingår i EU-nätverket Natura 2000. Socknen är rik på småsjöar. Den största är Surtesjön som delas med Nödinge socken i Ale kommun.
En sätesgård var Lärjeholms herrgård. Södra Surte herrgård tillhörde Angereds socken till 1935 då gården överfördes till Nödinge socken i Ale härad.
I Agnesberg fanns ett gästgiveri.
| - Assered - Eriksbo, by nära Göta älv. - Gunnelse - Gunsered, by där det vid 1880-talet fanns en kvarn. - Hjällbo - Linnarhult - Rågården - Rörsered - Steken, by vid Göta älv. Här fanns vid 1880-talet ett tegelbruk och skjutsstation. - Äspered | På 1550-talet bestod Angereds by av fyra gårdar: Angered Stommen, Gustegården, Larsgården och Angered Eriksgården. - Agnesberg, gästgivaregård. - Bergsgården, gård under Lärjeholm. - Bläsebo - Enerkullsdalen - Gunnared herrgård, herrgård nära Göta älv. - Lärjeholm, herrgård vid Göta älv. Här fanns vid 1880-talet två kvarnar. - Mulebacka, gård under Lerjeholm. - Rännebacken, gård under Steken. - Skärsjölund - (Södra) Surte, herrgård vid Göta älv. Här fanns vid 1880-talet ett glasbruk. - Tollered, gård nära Göta älv. |

## Fornlämningar
Boplatser från stenåldern är funna, liksom spridda gravar från järnåldern.

## Namnet
Angered har fått sitt namn efter kyrkbyn som år 1415 skrevs Awngaryd och är möjligen bildat av ett fornsvenskt personnamn, sannolikt Agund samt ordet ryd, röjning.
En annan tolkning av förleden är att den kommer av avungar som skulle ha betecknat 'de som bor vid aven (eller avarna)'. Aven = vattensamlingen.